# Martin-pêcheur nain
Chloroceryle aenea
Espèce
Statut de conservation UICN

 LC  : Préoccupation mineure
Le Martin-pêcheur nain (Chloroceryle aenea) est la plus petite espèce de martins-pêcheurs du genre Chloroceryle.

## Liste des sous-espèces
- Chloroceryle aenea aenea (Pallas, 1764)
- Chloroceryle aenea stictoptera (Ridgway, 1884)